# Françoise Bardon
Françoise Bardon, née Françoise Guilbert le 22 novembre 1925 à Pontoise et morte le 28 octobre 2005 à Paris 15e, est une historienne de l'art moderne, parmi les figures majeures de l'histoire de l'art critique.

## Biographie
Ancienne élève de l'École du Louvre et licenciée en lettres classiques, diplômée de l'École pratique des hautes études, Françoise Bardon soutient en 1973 un doctorat en histoire de l'art sous la direction de Jacques Thuillier. Durant les années soixante, elle dirige la section documentation de la photothèque des Musées nationaux, puis devient ingénieur de recherche au CNRS avant de rejoindre l'université de Poitiers. 
Son nom est aujourd'hui celui d'un amphithéâtre à l'université SHA à l'Hôtel fumé à Poitiers.

## Portrait mythologique et Le Caravage
Les premiers travaux de Françoise Bardon sont consacrés à la représentation de la personne royale. Son Portrait mythologique à la Cour de France (1975) fait encore aujourd'hui figure de référence.
Au cours des années soixante-dix, elle se tourne vers le domaine italien. C'est aussi à cette période qu'elle dépassa la thématique qu'elle avait jusqu'alors privilégiée. Avec Le Caravage (1978), elle s'oppose à un certain type de monographie qui réduit le peintre à sa vie et à son œuvre et tisse un réseau limpide de sources et d'influences. Sa recherche se concentre alors sur la notion de différence et établit la nature des rapports que Caravage entretient avec la peinture de son temps et celle qui le précède, avec la société à laquelle il appartient. Cette « définition différentielle », notion largement influencée par Althusser, s'inscrit dans une nouvelle manière d'écrire  l'histoire de l'art qui substitue la lecture au commentaire et valide par l'analyse les concepts permettant l'appréhension de la peinture. Cet ouvrage, mal diffusé, n'a pas reçu en France la place qu'il méritait, alors qu'il a été fort bien accueilli en Italie, suscitant des comptes-rendus élogieux y compris sous la plume du Prof. Ettore Paratore, académicien des Lincei, dans les colonnes du quotidien conservateur Il Tempo.

## Carpaccio
La reconnaissance par les intellectuels italiens se confirme et s'amplifie lors de la publication du Carpaccio (1985). Le Gazzettino fait l'éloge d'un « livre fascinant […] qui tient compte en harmonie et en profondeur de toute la pensée moderne, de la critique rigoureuse de l'esthétique formelle aux recherches les plus récentes sur l'histoire, la critique littéraire, les études sociales ». Vittorio Sgarbi, qui avait consacré une monographie à Carpaccio quelques années auparavant, écrit dans  l'Europeo : « la nouvelle interprétation [de Françoise Bardon] n'explore pas seulement les conquêtes spatiales et perspectives ou les complexes tissus culturels, mais aussi les relations entre les lieux du récit et la réalité ponctuelle de la structure sociale et de la forma urbis de Venise ».

## Le groupe PALPE
Ces travaux sont en partie liés aux activités de François Bardon au sein du groupe PALPE (Pratiques artistiques, littéraires et phénomènes esthétiques), rattaché à l'Institut de recherches marxistes de Paris. Peu de documents témoignent directement de cette aventure intellectuelle collective, à l'exception des articles parus dans la revue Esthétique cahiers publiée dans la mouvance du groupe de peintres DDP (Derivery, Dupré, Perrot), dont André Fougeron écrivait : « ils ne séparent pas la réflexion théorique de l'acte de peindre ». Dans son intérêt pour la « pratique artistique », Françoise Bardon ne conçoit pas son travail d'historienne de l'art comme une accumulation d'informations dissociant les méthodes des pratiques, y compris celles des artistes vivants.

## Le Concert champêtre et la picturologie

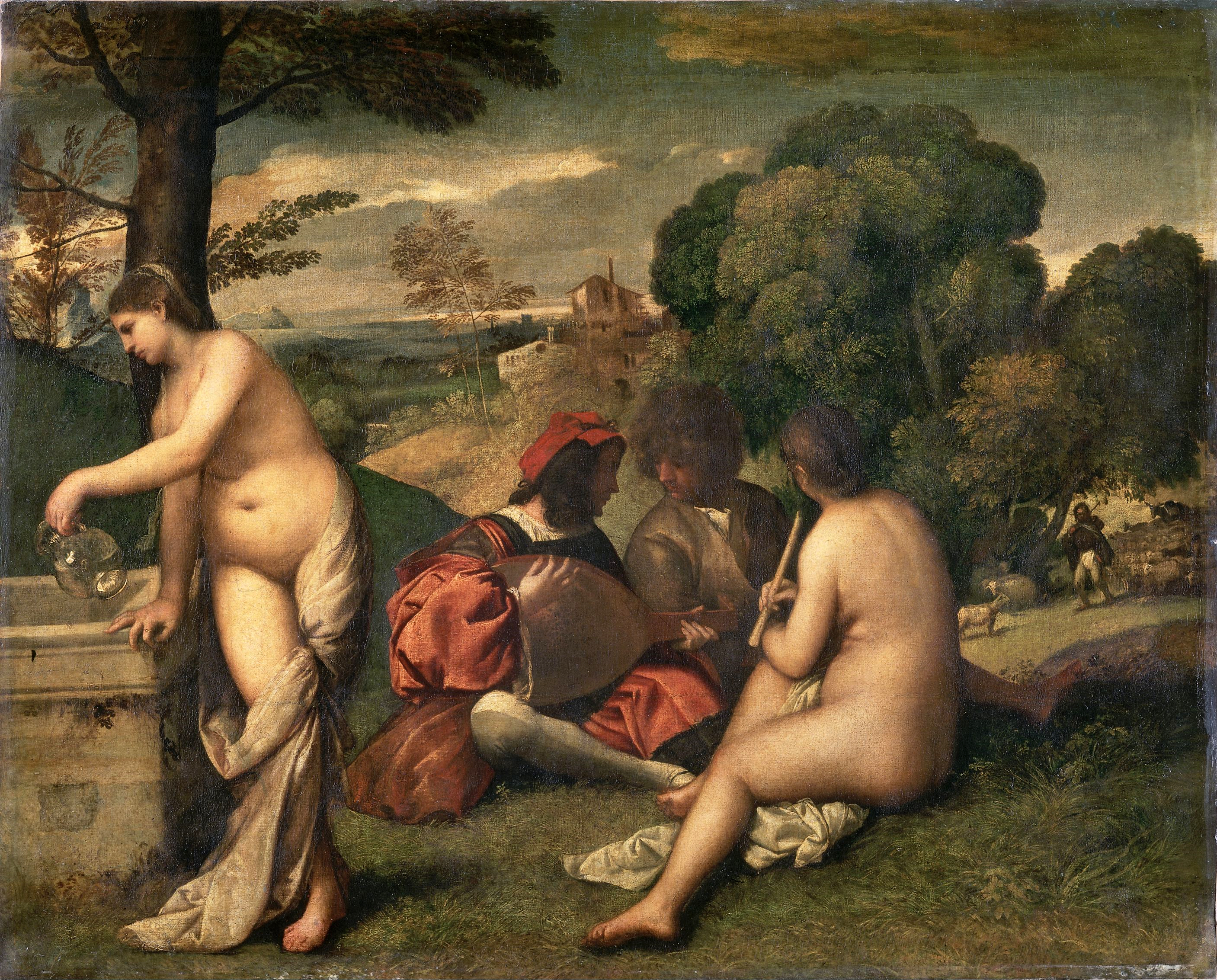
Le Concert champêtre, c. 1509, Musée du Louvre

Les idées qu'elle avance, la matière qu'elle apporte sont soigneusement jugées au couperet de la dialectique. L'élaboration de sa pensée porte avec elle les conditions de sa critique ; c'est pour cette raison qu'elle s'oppose à « l'interprétation qui est l'attribution d'un sens à une peinture, comme l'identification est l'attribution d'un nom à une œuvre, avec la même marge d'incertitude, le même parti pris idéaliste » (1986). Sa réflexion sur la discipline « histoire de l'art » trouve son accomplissement dans une étude de cas Le Concert champêtre (1996) complétée ensuite par le Petit traité de picturologie (2000). Elle y déconstruit les modes de stratification historiographique et montre les fondements idéologiques de la discipline. Proposant dans un deuxième temps de se recentrer sur le tableau pour que le sens émerge de l'œuvre plutôt qu'il n'y converge, elle établit les principes d'une approche nouvelle qu'elle appelle la picturologie.

## Principales publications
- « Reines à la Croix », Revue du XVIIe siècle, 36-37, 1957, p. 414-419.
- « Une Gravure d'Antoine Jacquard, 1622 », Revue archéologique, 2, 1962, p. 25-48.
- « Sur un portrait de François Ier », L'Information d'Histoire de l'art, 1, 1963, p. 1-8.
- Diane de Poitiers et le mythe de Diane, Paris, PUF, 1963.
- « Le Thème de la Madeleine pénitente en France au XVIIe siècle », Journal of the Warburg Institute, 31, 1968, p. 274-306.
- « Médée rajeunissant Eson. Propositions et perspectives» (avec H. Bardon),  Hommages à Marcel Renard, Bruxelles, vol. I, 1969, p. 83-94.
- Le portrait mythologique à la cour de France sous Henri IV et Louis XIII : mythologie et politique, Paris, Picard, 1975.
- « Fonctionnement d'un portrait mythologique : La grande mademoiselle en Minerve par Pierre Bourguignon », Coloquio Artes, 26, 1976, p. 5-17.
- « Les métamorphoses d'Ovide et l'expression emblématique », Latomus, 35, 1976, p. 71-90.
- Caravage ou l'expérience de la matière, Paris, PUF, 1978.
- « De la Passio à la Peinture : analyse historique du récit verbal de la légende d'Ursule », Revue belge d'histoire de l'art et d'archéologie, 52, 1983, p. 43-80.
- La peinture narrative de Carpaccio dans le cycle de sainte Ursule, Venise, Istituto Veneto di Scienze Lettere ed Arti, 1985.
- « Histoire de l'art : manipulations ou analyse concrète des œuvres », Manifeste, 8, 1986, p. 2-4.
- « Art, réalité et connaissance chez Virgile et/ou Hermann Broch » (avec H. Bardon), Latomus, 46, 1987, p. 369-431.
- “La notion de réalisme chez Bertolt Brecht”, Esthétique cahiers, 13, 1990, p. 5-21.
- “De l'idéalisme en peinture et en histoire de l'art. À propos d'une œuvre de Vermeer de Delft », Esthétique cahiers, 19, 1992, p. 61-68.
- « Les peintures de métamorphoses à Venise au début du XVIe siècle », Die Rezeption der 'Metamorphosen' des Ovid in der Neuzeit, Hermann Walter (éd.), Berlin, Mann, 1994, p. 98-114  (ISBN 3-7861-1788-8).
- Le concert champêtre, Paris, Esthétique cahiers éditions, 2 vol., 1995-1996  (ISBN 2-911105-05-2) et  (ISBN 2-911105-01-X).
- Petit traité de picturologie, Paris, Esthétique cahiers éditions, 2000,  (ISBN 2-911105-32-X).
- « À propos de Caravage : pulsions, figurae, picturalité », La Revue de l'art, 140, 2003, p. 72-75.